# Nikola Jokić
Nikola Jokić (Sombor, 19. veljače 1995.) srpski je košarkaš koji je centar Denver Nuggetsa u NBA ligi. 
Pod nadimkom "Joker", naširoko ga se smatra jednim od najvećih igrača i centara svih vremena. Šesterostruki NBA All-Star igrač, Jokić je u šest navrata bio imenovan u All-NBA momčad (uključujući četiri izbora u prvu momčad), te je osvojio nagradu za najkorisnijeg igrača NBA lige za sezone 2020.–'21., 2021.–'22. i 2023.–'24. Predstavlja reprezentaciju Srbije s kojom je osvojio srebrnu medalju na Ljetnim olimpijskim igrama 2016. i brončanu medalju na Ljetnim olimpijskim igrama 2024. godine.
Jokića su Nuggetsi izabrali u drugom krugu NBA drafta 2014. godine. Izabran je u NBA All-Rookie prvu momčad 2016. U NBA sezoni 2018.-'19, dok je vodio Nuggetse do polufinala Zapadne konferencije, Jokić je prvi put uvršten u All-Star i All-NBA prvu momčad. Sljedeće sezone ponovno je osvojio All-Star i All-NBA počasti, dok je vodio svoju momčad do finala Zapadne konferencije. U NBA sezoni 2022./'23., Jokić je proglašen MVP-jem NBA finala nakon što je vodio Nuggetse do njihovog prvog naslova NBA prvaka. Svrstava se među četiri najbolja na vječnoj ljestvici NBA igrača svih vremena s najviše triple-doublea (regularna sezona i doigravanje), gdje je Jokić vodeći neamerički igrač i centar te drži rekord za najbržu triple-double (ostvareno za 14 minuta i 33 sekunde).
Odigrao je povijesnu utakmicu 8. ožujka 2025., kada je imao učinak od 31 koša, 21 skoka i 22 asistencije, što je bio njegov osobni rekord, prvi učinak 30/20/20 u povijesti NBA-a, rekord u povijesti NBA za nekog centra i najviše asistencija u triple-doubleu u povijesti NBA-a.